# Gian Francesco Biondi
Gian Francesco Biondi (Lesina, 1572 – Aubonne, 1644) è stato uno scrittore, diplomatico e storico italiano, originario dell'isola di Lesina, all'epoca dominio della Repubblica di Venezia.

## Biografia
Giovan Francesco Biondi nacque a Lesina in Dalmazia nel 1572. La sua famiglia apparteneva alla piccola nobiltà isolana, seppure di ridotte possibilità finanziarie. Questo non gli impedì di completare gli studi laurandosi in diritto a Padova. Intraprese poi la carriera diplomatica a Venezia. Fu a Parigi dal 1606 al 1608 come segretario privato dell'ambasciatore veneziano Priuli negli anni in cui la Serenissima, colpita dall'Interdetto, aveva bisogno di assicurarsi l'appoggio francese. A questi anni risalgono la conversione alle dottrine riformate e i primi tentativi di entrare a servizio di Giacomo I d'Inghilterra.
Tornato a Venezia, Biondi si adoperò per la diffusione della Riforma in laguna, portando con sé numerosi testi, che sostenevano la necessità del contenimento delle pretese ecclesiastiche da parte dello Stato, e fungendo da tramite per i rapporti fra Sarpi e Casaubon, Micanzio e von Dohna.
Per conto dell'ambasciatore inglese Henry Wotton, nel 1609 Biondi partì per Londra, con lo scopo di sottoporre a Giacomo I la proposta, formulata da Paolo Sarpi, della costituzione di una lega antipapale e antispagnola, che unisse non solo Paesi protestanti, ma anche Stati cattolici (ivi compresa la Serenissima) insofferenti della preponderanza della Santa Sede e degli Asburgo.
La missione londinese non ebbe effetti sulla prudente politica estera dello Stuart, ma fruttò il finanziamento di un'ulteriore campagna di propaganda della Riforma a Venezia. Nel 1610 Biondi ebbe un incarico diplomatico per conto della Serenissima in Delfinato e in Provenza, al fine di osservare le mire espansionistiche del duca Carlo Emanuele I e i suoi rapporti con la Francia (che con la reggenza di Maria de' Medici si stava riavvicinando alla Spagna), riferendo però sia a Venezia che all'Inghilterra.
Nel 1612 fu di nuovo a Torino, al seguito di Wotton che negoziava il matrimonio tra una figlia del duca e il primogenito di Giacomo I. Nella seconda metà dello stesso anno, Biondi seguì il suo protettore prima in Inghilterra e poi all'Aia. Nel 1615 fu invece inviato in Francia come rappresentante di Giacomo I all'assemblea calvinista di Grenoble, con l'incarico di assicurare l'appoggio dell'Inghilterra ai protestanti francesi. Dal 1616 al 1620 divenne agente di Carlo Emanuele I, continuando però a riferire agli inglesi le mosse del duca.
Nel 1622, Biondi fu creato da Giacomo I prima cavaliere e poi gentiluomo della camera privata e sposò Maria Mayerne, sorella del protomedico del re Théodore de Mayerne. Grazie a questa nuova posizione e alle pensioni che ricevette dalla Corona inglese, Biondi poté dedicarsi all'attività letteraria e storiografica (L'Eromena, Venezia 1624; La donzella desterrada, Venezia 1627, Il Coralbo, Venezia 1632; Istoria delle guerre civili d'Inghilterra tra le due case di Lancastro e Iorc, Venezia 1637-1644).
Quando, nel 1640, le tensioni tra Carlo I e il Parlamento inglese iniziarono divennero sempre più preoccupanti, Biondi preferì lasciare l'Inghilterra e trasferirsi ad Aubonne, in Svizzera, presso il cognato Mayerne, dove morì nel 1644.

## Le trame dei romanzi
Biondi fu autore di una trilogia incompiuta, composta da L'Eromena, La Donzella desterrada e Il Coralbo, che introdusse in Italia il genere di romanzo definito 'eroico-galante'.

### L'Eromena

#### Libro I
Nel regno di Mauritania, un aspro disaccordo oppone due principi: Metaneone, l'erede al trono, è geloso delle virtù e del valore del fratello minore Polimero, amato dai genitori e dai sudditi, e lo costringe a lasciare segretamente il paese. Metaneone, tuttavia, si pente ben presto della sua malvagità e decide di inseguire il fratello ed ottenere il suo perdono.
La nave su cui Polimero si imbarca appartiene al Regno di Sardegna e il Nocchiero narra al ragazzo le vicende che hanno portato l'isola alla guerra da cui è attualmente travagliata.
Perosfilo, principe di Sardegna, nonostante fosse fidanzato con Eromilia, principessa di Maiorca, si era innamorato, ricambiato, di Talasia, dama di compagnia di sua sorella Eromena e moglie di un Ammiraglio. Dopo aver tentato di resistere alla passione, Perosfilo e Talasia avevano intrecciato una relazione. L'Ammiraglio, informato del tradimento da una coppia di schiavi, aveva organizzato una congiura assieme ad altri nobili, ucciso i due amanti e aiutato Epicamedo, re della vicina Corsica, il ad invadere la Sardegna. Essendo il re di Sardegna distrutto dal dolore, Eromena, donna di grande bellezza, intelligenza e valore, aveva assunto la guida del regno e dell'esercito per vendicare il fratello e difendere il regno.
Il racconto del Nocchiero, che in realtà è il marchese di Chia a servizio di Eromena, termina qui, ma Polimero, già affascinato dall'insolita principessa, decide di recarsi in Sardegna per offrirle i suoi servigi.

#### Libro II
Metaneone, accompagnato dal conte di Bona, solca il Mediterraneo alla ricerca del fratello, ma si imbatte in una nave corsara. Attaccati e sconfitti i pirati, libera i loro prigionieri e una di essi, la contessa di Palomera, gli racconta la storia della principessa Eromilia, presso cui si stavano recando per ordine di suo padre, il re di Maiorca.
Eromilia era fuggita da Maiorca dopo aver saputo della morte del principe di Sardegna, suo promesso sposo, che amava profondamente pur avendolo visto solo in effigie. Accompagnata solo da pochi servitori e da un vecchio sacerdote, si era ritirata dal mondo per piangere il fidanzato assassinato e aveva fatto voto di non vedere nessun altro uomo. Aveva acquistato uno scoglio presso Velez e dato inizio ai lavori di costruzione di una cappella e di un tempio, ribattezzandolo “Pegno della Morte”.
Metaneone, incuriosito, scorta i cortigiani al Pegno, con il solo scopo di vedere la principessa. Nel frattempo, incrocia una nave su cui è imbarcato un marinaio che era prima sulla nave del marchese di Chia e che lo informa della presenza di Polimero in Sardegna. Giunto al Pegno, Metaneone convince un cortigiano, il cavalier Perseno, a mostrargli di nascosto la principessa. Perseno fa in modo che Metaneone, con il volto coperto da un cappuccio nero, partecipi alla cerimonia funebre in memoria di Perosfilo, fatta celebrare da Eromilia con un rito insolito. Il mauritano si innamora della principessa e decide di chiedere la sua mano al re di Maiorca una volta riconciliatosi col fratello.
Metaneone riparte alla ricerca di Polimero, ma è sorpreso da una tempesta ed incrocia una ricca galea, il cui comandante assume un atteggiamento scortese e ostile: si tratta di don Peplasos, principe di Catalogna, che intendeva rapire Eromilia per prenderla in moglie. Il principe di Mauritania lo sconfigge e lo consegna al re di Maiorca. Giunto sull'isola, Metaneone è accolto con tutti gli onori dal re, che gli concede la mano della figlia.

#### Libro III
Mentre Polimero giunge in Sardegna e viene investito cavaliere, Eromena prosegue a Sassari la campagna contro l'Ammiraglio ed Epicamedo. Polimero, che si sta recando proprio in quella città, incontra l'Ammiraglio e lo sconfigge, ma scopre che Eromena ha preso Sassari e si sta dirigendo a Villapetres per scacciare Epicamedo. Polimero vi giunge proprio mentre infuria la battaglia. Eromena, che assiste allo scontro, è incuriosita dal valoroso cavaliere sconosciuto, ma solo quando la situazione si fa critica per i Sardi entra anch'essa in campo. Non appena si avvicinano, i due giovani, pur non conoscendosi, sentono immediatamente nascere in loro l'amore. Le sorti del combattimento arridono ai Sardi, ma Eromena, per proteggere Polimero ferito, ordina la ritirata. Polimero, tuttavia, rifiuta di rivelare a Eromena la sua identità, mentre l'esercito non riesce ad espugnare il campo di Epicamedo.
Metaneone, giunto nel frattempo in Sardegna, aiuta la flotta del marchese di Chia contro i Corsi, viene a sapere del valente cavaliere che ha combattuto a Villapetres e decide di raggiungerlo, riconoscendo in lui il fratello.
Gli amori di Eromena e Polimero progrediscono a stento a causa delle loro insicurezze. Il marchese di Chia chiede ad Eromena di attaccare i Corsi a Terranuova, mentre lui li impegnerà in una battaglia navale al largo della stessa località. Entrambi gli scontri vengono vinti dai Sardi. Metaneone e Polimero si incontrano, si riconciliano e l'identità di Polimero è svelata a Eromena. I congiurati sono stati sconfitti, Epicamedo è scacciato: la guerra in Sardegna è finita.

#### Libro IV
Mentre Eromena e Polimero cenano a bordo della nave di Metaneone, viene avvistata una naufraga, che è prontamente salvata e soccorsa. I due fratelli mandano il conte di Bona a chiedere al loro padre di combinare le nozze con Eromena ed Eromilia e si trattengono in Sardegna per proseguire la guerra per la conquista della Corsica, in modo da dare un regno a Polimero, con l'approvazione degli stessi Sardi.
La naufraga è Eleina, unica figlia del vedovo re della Gallia Narbonese. Aveva sposato il principe catalano don Peplasos e si era trasferita a Barcellona. Il padre di Eleina si era però risposato e aveva avuto un figlio, in modo da escludere l'odiato genero dalla successione. Peplasos aveva quindi progettato di sbarazzarsi dell'inutile moglie per poter concludere un matrimonio più vantaggioso. Peplasos, aiutato dal servo Catascopo, aveva tentato di avvelenare Eleina, ma due virtuosi cavalieri, Eleimos ed Eulalio, l'avevano avvisata. Peplasos aveva allora accusato la moglie e uno dei due cavalieri di adulterio, ma il suo stesso padre si era rivelato più incline a credere ad Eleina che non a lui.
Il principe di Catalogna aveva allora finto il pentimento ed Eleina era rimasta presso di lui, ma dopo un anno, era giunta notizia del ritiro di Eromilia: Peplasos, desideroso di impalmare la principessa di Maiorca, aveva tentato nuovamente di uccidere la moglie, abbandonandola in mezzo alle montagne e accusandola di essere fuggita con un giovane servo, Calaplo. Eleina, soccorsa prima dallo stesso Calaplo (sopraffatto però da tre masnadieri) e poi da un contadino, si era incamminata verso il mare, dove era stata rapita dai corsari, riuscendo però a fuggire gettandosi in acqua.
Terminato il racconto, Eromena e i principi di Mauritania offrono ad Eleina i mezzi necessari per tornare da suo padre, mentre alla corte di Sardegna e di Mauritania iniziano i negoziati per i matrimoni di Eromena con Polimero e di Metaneone con Eromilia.

#### Libro V
La fama del ritiro di Eromilia si è diffusa e quattro principi malvagi tentando di rapirla, assediando il Pegno della Morte. Perseno e la contessa di Palomera insistono affinché Eromilia impari dalle sue disavventure e sposi l'eccellente Metaneone. I quattro pretendenti, nel frattempo, si combattono l'un l'altro, eliminandosi a vicenda, ma le loro truppe rimangono al Pegno nella speranza di saccheggiarlo.
In Sardegna, Metaneone sogna Perseno e la contessa che gli mostrano il Pegno assediato e gli chiedono aiuto. Arrivato a Velez, il principe scopre che don Peplasos è fuggito da Maiorca, ha sconfitto gli assedianti e sta per penetrare nell'ultimo baluardo. Metaneone lo sconfigge e, grazie ai buoni uffici della contessa di Palomera, viene infine ricevuto da Eromilia, che rompe il suo voto e acconsente a sposarlo.
I due promessi sposi salpano per Maiorca, portando con sé Peplasos. Lungo la rotta, incontrano le navi del padre di Eromilia e Metaneone decide di non differire le nozze: si reca immediatamente a Maiorca, rimandando la sua flotta in Sardegna affinché avvisi Polimero e consegni Peplasos (con cui c'è anche Catascopo) alla moglie Eleina. Questi, tuttavia, non appena giunge in vista delle coste sarde, si getta in mare e annega.

#### Libro VI
Eromena, ansiosa di sposare Polimero, affretta la guerra di conquista della Corsica, ma viene richiamata a Caleri (Cagliari) dal padre ed è costretta a lasciar solo il giovane nella conquista del suo futuro regno. Il partito guidato dallo zio di uno dei congiurati sta tentando di ostacolare le nozze, ma ogni difficoltà è infine superata. Viene decretata anche la morte dei congiurati e la privazione del regno di Epicamedo, che, disonorato, si uccide. Terminata la conquista della Corsica, vengono convocati gli Stati del Regno, che deliberano le esequie di Perosfilo, l'annessione inalienabile della Corsica e il matrimonio tra Eromena e Polimero.
Mentre Eromilia e Metaneone fanno rotta per la Sardegna, vengono sorpresi da una tempesta e sono costretti a sbarcare sulla piccola isola di Capraia, dove incontrano un bimbo di tre anni accompagnato da un cavaliere, che, ospitatili in un palazzo camuffato da modesta capanna, narra la vicenda del bambino.
Il piccolo Coralbo è il figlio della regina d'Arabia Celitea e del principe dei Parti ed era dovuto fuggire dal suo paese perché sua madre era stata spodestata dal genero Bramac.
Calmatasi la tempesta, Eromilia e Metaneone ripartono per la Sardegna, dopodiché, assieme all'altra coppia di novelli sposi e a Eleina, ormai inseparabile da Eromena, fanno rotta per la Mauritania. Giunto il tempo, Eromilia dà alla luce un figlio ed Eromena una figlia, di fattezze belle e virili, la cui nascita è accompagnata da prodigi. Polimero ed Eromena tornano infine in Sardegna.

### La Donzella desterrada

#### Libro I
Una nave, colta da una tempesta, approda fortunosamente sull'Isola di Ericusa. Ne sbarca un attempato cavaliere, che assiste in una grotta al parto di una misteriosa dama. Si tratta, come gli racconta uno scudiero, di Corianna, principessa di Partenope, che, pur essendo fidanzata col principe di Sicilia, si era innamorata di Lucano. I due amanti progettavano di fuggire e sposarsi in segreto, ma un rivale di Lucano aveva scoperto per caso la tresca e aveva assalito e ucciso il giovane dopo che Corianna si era già imbarcata. Nonostante la disperazione, Corianna si era rifugiata sull'isola di Ericusa, dando alla luce un bellissimo maschietto.
L'anziano cavaliere, un conte, promette il suo aiuto, ma deve prima portare a termine la sua missione. Lo scudiero lo accompagna presso un druido, affinché questi gli offra vitto e alloggio e lo aiuti a trovare una nave. Mentre si reca dal religioso, il conte si imbatte in un giovanissimo cavaliere addormentato ai piedi di una statua di Venere, con uno scudo nero cosparso di lacrime dipinte. Sopraggiunge però il druido, che discute animatamente con un altro cavaliere e si allontana poco dopo. Il conte si avvicina al cavaliere, che gli accenna al fatto che il Druido sia in realtà un principe, dedicatosi alla vita contemplativa per le sue pene d'amore. Nel frattempo, una dama si avvicina alle statue e brucia rose come offerta a Venere, svegliando Almadero (il giovane cavaliere), la scambia per lo spirito di Liarta, da lui amata, ma ormai morta. La dama è attratta, ma, essendo sposata, si congeda, mentre Almadero sembra dimenticare Liarta.
Il cavaliere racconta al conte la storia del druido. Il re di Norgales, regione di Albione, aveva tre figli maschi e due femmine. Gelinda, la maggiore delle due figlie, si era innamorata del minore dei maschi, Feredo, mentre gli altri due fratelli si erano innamorati della sorella minore. La rivalità tra i due fratelli aveva condotto alla morte di entrambi e al ritiro a vita contemplativa di Adeligia. Feredo, accortosi che Gelinda lo ama e non riesce a dominarsi, aveva supplicato il padre a lasciarlo partire per un viaggio nel regno di Logres. Gelinda, poco dopo la partenza del fratello, si era suicidata maledicendolo. Giunto a Logres, Feredo era subito stato scelto dal re di quel Paese come sposo per sua figlia, ma era tormentato dalle apparizioni di Gelinda e, poco dopo, la fanciulla era stata uccisa da un fulmine. Feredo, convinto di essere perseguitato dalla maledizione della sorella, era fuggito in Catalogna, diventando servitore di don Peplasos sotto il falso nome di Calaplo. Era stato quindi coinvolto nelle sventure di Eleina e, dopo aver tentato inutilmente di salvarla quando era stata abbandonata sui Pirenei, aveva creduto con ancor più fermezza di portare sventura e, fuggito in Ericusa, aveva costruito un eremo e vi si era ritirato. Il re di Norgales, rimasto senza figli, aveva così mandato il cavaliere Cataulo per richiamare Feredo.
Il conte, Cataulo e Almadero si recano a pranzo nell'eremo, dove Feredo chiede al conte quale sia la situazione politica del Ponente: inizia una lunga digressione in cui, sotto la veste di finzione letteraria, vengono riportate le vicende che hanno condotto l'Europa alle soglie della guerra dei Trent'anni.
L'intero Ponente, dunque, attende lo scoppio della guerra e questo è il motivo per cui il conte è stato inviato dal re di Sardegna a cercare suo genero Polimero. Feredo decide infine di tornare in patria, mentre Almadero gli chiede il permesso di restare nell'eremo, palesemente trattenuto dall'attrazione per la misteriosa dama. Sopraggiungono però due cavalieri: il primo, inseguito, cade da cavallo e batte la testa contro un muro, morendo, mentre il secondo, l'inseguitore, torna indietro per sgominare i compari del primo. Si tratta di don Eleimos, il cavaliere che aveva aiutato Eleina in occasione del tentativo di avvelenamento, mentre il morto è Catascopo, il servo di don Peplasos, fuggito di prigione e messosi a capo di alcuni briganti. Feredo cura le ferite di Eleimos, riconoscendo in lui un compare di sventura.
Il conte rivela di essere il conte di Bona e racconta che il re di Sardegna, colpito da accessi di follia dopo la morte di Perosfilo, detestava il genero Polimero. Non potendo accanirsi contro di lui, innocente ed amato da tutti, aveva allora iniziato a tormentare la nipotina Lindadori, che Eromena aveva dovuto mandare a Maiorca, presso gli zii Eromilia e Metaneone, ivi ritiratisi perché il re di Tingitana aveva invaso la Mauritania. Da quel momento, Lindadori era stata soprannominata “la Donzella desterrada (esiliata)”. Il re di Sardegna, tuttavia, non era riuscito a placare la sua follia, e aveva bandito anche Polimero, che era fuggito ad Atene, mentre Eromena, nonostante lo sdegno, era rimasta in Sardegna.
Il re era però rinsavito e aveva deciso di richiamare il genero (che aveva lasciato Atene ed era introvabile) e Lindadori, inviando il conte di Bona. Durante il viaggio di ritorno, la nave sarda era stata assalita dai pirati, sostenuti dal Tingitano, e in questa occasione, la Donzella desterrada, nella sventatezza dei suoi tredici anni, aveva dato saggio di tutta la sua perizia di amazzone. Concluso il viaggio, era arrivata una lettera che annunciava il ritorno di Polimero ad Atene e il conte di Bona era così stato mandato a prenderlo, naufragando però su Ericusa.
Feredo e Cataulo partono per Norgales, Almadero resta nell'eremo, mentre il conte di Bona e Don Eleimos fanno rotta per la Grecia.

#### Libro II
Polimero, deluso dalle scuole filosofiche di Atene, parte per l'Egitto, fiorente e pacifico regno, governato dal grande re Psemitide. Ai piedi delle piramidi incontra una bellissima donna ferita e lascia il suo scudiero a curarla, dopodiché si smarrisce e si imbatte in un giovanissimo cavaliere che combatte da solo contro trenta arabi. L'arrivo di Polimero risolve positivamente la battaglia e il cavaliere gli racconta la propria storia.
Egli è quel Coralbo, che Metaneone ed Eromilia avevano incontrato a Capraia. Allevato nell'ignoranza del suo vero stato, all'età di dieci anni aveva però intuito di essere nobile di nascita. Il suo precettore, Sotiro, aveva avvisato l'ex-regina d'Arabia Celitea, che aveva allora ricevuto il fanciullo a Nepa e gli aveva dato il permesso di dedicarsi alla vita cavalleresca. Tornati a Capraia, Coralbo e il precettore avevano trovato la loro dimora saccheggiata e distrutta, mentre non giungevano più notizie da Celitea: questo aveva stroncato il vecchio Sotiro, che era morto lasciando solo il suo allievo quindicenne. Coralbo era dunque passato nel regno dei Sanniti, dove era stato assalito e lasciato in fin di vita dai briganti, ma era stato fortunatamente soccorso dalla duchessa Crisanta, giovane ma già vedova con due figli.
Crisanta e Coralbo (che si faceva chiamare Celio) si erano innamorati ma il brutto e malvagio Cripasso, pretendente respinto della duchessa, l'aveva scoperto e, dopo un lungo ed estenuante duello, aveva lasciato per morto il giovane, rivelando poi la sua scoperta ai figli di Crisanta. Questi avevano ordito una trappola, alla quale Coralbo era fortunosamente sfuggito uccidendo Cripasso, mentre la duchessa era stata strangolata e mutilata dai figli. Coralbo era poi approdato in Egitto, con il progetto di recarsi in Arabia per avere notizie di sua madre.
Polimero si unisce a Coralbo, ma i due cavalieri erranti si smarriscono di nuovo. Si imbattono però in una casa, la cui padrona è proprio Celitea, che racconta come, durante il suo viaggio a Nepa, un servo l'avesse tradita. L'usurpatore Bramac, fingendo benevolenza, aveva mandato due scudieri a catturare Coalbo ma, dopo aver rubato il tesoro che Sotiro conservava a Capraia con lo scopo di finanziare la riconquista del regno, ma non l'avevano trovato. Celitea, avvertita da alcuni amici, era fuggita in Egitto.
Coralbo vorrebbe riconquistare l'Arabia, ma Celitea gli dimostra che è un'impresa impossibile e che rinunciarvi non è viltà, così il giovane decide di seguire Polimero nel suo ritorno in Grecia. Viaggiando verso Menfi, incontrano due misteriosi cavalieri (Eromena, subito riconosciuta dal marito, e Lindadori) assaliti da quaranta briganti e si gettano nella mischia.
I briganti vengono sopraffatti, ma fuggono in due gruppi: Polimero ed Eromena seguono il primo, lo sconfiggono e si dirigono a Menfi, aspettando i loro compagni. Lindadori e Coralbo, invece, sono in difficoltà: i briganti da loro inseguiti si sono barricati in una grotta. Nonostante i prudenti consigli dello scudiero che li ha accompagnati, la Donzella desterrada irrompe temerariamente nella grotta, seguita dai suoi compagni, facendo strage dei briganti superstiti. Durante la notte, Coralbo apprende dallo scudiero l'identità dell'ancor ignoto (per lui) cavaliere, poi, fattosi giorno, i tre si recano al covo dei briganti liberando i loro prigionieri, tra cui c'è anche la donna ferita incontrata sotto le piramidi, fuggita dalle cure dello scudiero. Spostandosi verso Menfi, Coralbo si sente sempre più attratto dall'intrepida Donzella, mentre la donna racconta la sua storia: si tratta di Diatistera, figlia di Pridale, tiranno di Chio, e della scellerata Nerea, che avevano fatto provocato la morte del primo marito della donna e conquistato il potere. Degna figlia di una tal coppia, Diatistera aveva intrecciato una relazione incestuosa col fratello più giovane, sposando il tiranno di Samo per nascondere la tresca.
Soffocato atrocemente il figlio neonato che aveva avuto dal fratello, Diatistera era rimasta vedova quando marito e amante si erano uccisi a vicenda. Era stata poi mandata alla corte del re di Persia, dove, divenuta sua concubina, aveva finto di essere incinta affinché il sovrano ripudiasse la moglie sterile. Scoperto il complotto, Diatistera era stata bandita dalla Persia e si era rifugiata in Egitto, intrecciando ancora relazioni illegittime e causando la morte dei suoi amanti. Infine, invaghitasi di un giovane ancor più dissoluto, era stata da lui derubata e abbandonata alle piramidi. Fuggita dallo scudiero di Polimero per fermare il suo amante, era stata invece catturata dai briganti. Ora, pentita, progetta di ritirarsi a vita contemplativa per scontare le sue malefatte. Il libro si conclude con il congedo tra Diatistera e i suoi tre salvatori.

#### Libro III
Il conte di Bona e don Eleimos fanno rotta verso la Grecia, ma vengono coinvolti in una battaglia navale tra la galea su cui viagginao il principe di Cipro Gradamoro, sua moglie Deadora (altra valente amazzone) e il principe del Ponto e una galea del principe di Tracia, che viene sconfitto. Dopo la battaglia, il conte e don Eleimos apprendono ad Atene che Eromena e Lindadori stanno cercando Polimero in Egitto e, recativisi si ricongiungono con i principi sardi, raggiunti poco dopo anche da Lindadori e Coralbo.
Volendo visitare la magnifica corte di Psemitide, vi si recano in incognito e restano invischiati in pericolosi giochi amorosi che suscitano la gelosia di Eromena e lo sdegno di Lindadori, scambiate per uomini. Un servo di Celitea, però, ha avvisato Bramac della presenza di Coralbo e ora l'usurpatore chiede a Psemitide di consegnargli il giovane, ma il grande re si dichiara invece protettore del vero principe d'Arabia e ne svela pubblicamente l'identità. Gli altri tre cavalieri, invece, rifiutano di rivelare i loro nomi e chiedono piuttosto a Psemitide il permesso di ripartire, affliggendo le loro innamorate. Sulla rotta per la Sardegna, incontrano un cavaliere di Cipro, che narra ai sardi le vicende dei principi coinvolti nella battaglia navale.
Deadora, figlia del re d'Illiria Ormondo e di Arnelinda di Cipro, era promessa a Erpandro, figlio del re di Tracia, che aveva aiutato il giovane Ormondo a rapire Arnelinda, già promessa all'allora re del Ponto. Deadora, tuttavia, si era innamorata, ricambiata, di Gradamoro, nipote di Arnelinda, che, ispirato dalle gesta dello stesso Ormondo e aiutato da Vincireo (figlio del re del Ponto), aveva sposato in segreto l'amata ed era fuggito con lei. Proprio durante la fuga aveva avuto luogo la battaglia alla quale il conte di Bona ed Eleimos avevano partecipato. Le nozze erano infine state accettate anche dagli altri sovrani ed Erpandro era stato risarcito con il matrimonio con un'altra figlia di Ormondo.
I cavalieri sardi vengono invitati ai festeggiamenti che si sarebbero tenuti a Pafo, ma una tempesta li porta fuori rotta e li spinge a Creta. Viene qui inserito un resoconto della situazione politica dell'isola, sconvolta da una guerra civile, che oppone i discendenti del buon re-filosofo Cretaneo a quelli del suo vendicativo fratello Restargo. I cavalieri sardi si trovano quindi coinvolti nei disordini cretesi e Lindadori, impetuosa come di costume, libera una fanciulla tenuta in ostaggio dai loro assalitori. Mentre sono ospiti del padre della fanciulla, la guerra civile termina con la vittoria del partito dei buoni. Nel frattempo, la fanciulla e Lindadori (non più sdegnosa) si divertono a far ingelosire il promesso sposo della giovane cretese. Partiti dall'isola, i cavalieri sardi fanno rotta per Ericusa, in quanto il conte di Bona vuole soccorrere Corianna.
Nel frattempo Olmiro, un servo di Corianna, inviato a Napoli, scopre che Lucano è ancora vivo e lo informa della situazione della moglie. Giunti sull'isola, però, Olmiro sorprende Almadero che amoreggia con una donna (la principessa di Feacia, la misteriosa dama incontrata nel primo libro) che scambia per Corianna; ma anche l'altro scudiero di Corianna, Carildo, è testimone della stessa scena e prende Almadero per Lucano. Carildo e Olmiro informano i loro padroni e, incontratisi, si sfidano a duello. Il tragico equivoco si protrae finché Almadero non se ne accorge e i cavalieri sardi, sbarcati sull'isola dopo una tappa a Citera (dove avevano assistito al funerale di un giovanissimo principe), interrompono i due scudieri. Infine, Lucano e Corianna si incontrano e si riconciliano. Eromena invita gli sventurati sposi e il loro figlioletto alla sua corte in Sardegna, dove hanno fine le peregrinazioni di questo romanzo.

### Il Coralbo

#### Libro I
Coralbo è rimasto solo in Egitto e soffre per amore di Lindadori. Psemitide prepara la guerra e propone a Celitea un matrimonio tra sua figlia e Coralbo, che la regina d'Arabia accetta con gioia. Il progetto è osteggiato sia da Coralbo che dalla principessa, entrambi innamorati di Lindadori (la principessa cambia idea non appena le è rivelata la vera identità della Donzella desterrada). Bramac invia due sicari, appartenenti alla setta dei filosofi samanei, affinché uccidano Psemitide e Coralbo. Il primo sicario compie la sua missione, ma il secondo fallisce. Coralbo, perso il protettore, è costretto a fuggire dall'Egitto insieme alla madre, che si ferma a Cipro mentre il giovane prosegue per la Sardegna.
Nell'Egeo incontra una nave su cui viaggia la sventurata Liarta, nipote del re di Lusitania, che si era trasferita a corte assieme ai fratelli dopo la morte del padre. Qui il cugino Almadero, molto più giovane di lei, se n'era innamorato, ricambiato da Liarta. Il principe aveva tentato di ottenere dal padre la mano di Liarta, ma aveva trovato il re inflessibile. Istigato dagli ambiziosi fratelli di Liarta, Almadero l'aveva segretamente sposata, ma la trama era stata scoperta e Liarta (rimasta incinta) rinchiusa nella rocca di Leuciana, mentre i suoi fratelli erano stati banditi dalla corte. Almadero, fingendo di partire in cerca di avventure, si era travestito da pastore e aveva organizzato l'evasione di Liarta. Il piano era però saltato, quando il fallimento di una trappola organizzata dai fratelli di Liarta ai danni del re, ne aveva smascherato il tradimento e causato la morte. Per la terribile notizia, Liarta aveva partorito prematuramente un bimbo (nato morto) ed era svenuta, apparentemente morta. Due fedeli cortigiani, insospettiti, avevano sottratto il corpo di Liarta, che infatti era rinvenuta dopo tre giorni. Fuggiti in Castiglia, si erano messi sulle tracce di Almadero, scoprendo così che era giunto in Ericusa e si era innamorato della principessa di Feacia.
Arrivati sull'isola, Coralbo e Liarta scoprono che Almadero ha sposato la principessa di Feacia, novella vedova, ed è partito per la Lusitania, dove il re è morto ed egli deve salire al trono. Coralbo, lasciata Liarta sola col suo dolore, s'imbatte in alcuni masnadieri che tengono una donna prigioniera. Coralbo la libera, ma, gravemente ferito, riconosce nella donna la rediviva Crisanta, che se ne prende cura. Liarta, intanto, si riscuote dal dolore, perché, essendo lei viva, il matrimonio tra Almadero e la principessa di Feacia è nullo. Saputo ciò che è accaduto a Coralbo, Liarta si reca a visitarlo e, dopo aver appurato che non è in pericolo di morte, riparte per la Lusitania.

#### Libro II
Corianna e Lucano giungono in Sardegna, dove apprendono che il re di Partenope la sta cercando. Grazie alla mediazione del re di Sardegna, il padre perdona Corianna e riconosce il suo matrimonio. Gli sposi tornano a casa, cambiando il nome del figlio da Lucandro a Fortunio, come il nonno materno.
Intanto Feredo, accompagnato da Cataulo, fa rotta per Norgales, ma è tormentato da continue tempeste, che lo fanno infine approdare all'ultima Tule, dove incontra una dama vestita di nero: è lo spirito di Gelinda, che lo conduce ad una montagna circondata da fiamme. Qui incontra un altro spirito e i due defunti gli impongono di sposare la principessa Igene affinché cessi la maledizione della sorella. Partito dall'ultima Tule, Feredo sbarca in una delle isole Orcadi e incontra un anziano e mesto cavaliere, che gli racconta come il re di Norvegia Teodogilo tormenti la figlia Igene. La giovane, infatti, assomiglia moltissimo alla madre da poco morta e suo padre, impazzito, vorrebbe sposarla. La principessa è quindi fuggita nelle Orcadi, ma è afflitta da sogni in cui il padre le ordina di sposare un druido. Feredo offre riparo ad Igene nel suo regno e le rivela ciò che gli è accaduto nell'ultima Tule: i due si riconoscono come gli sposi promessi dagli spiriti (lo spettro che accompagnava Gelinda era dunque Teodogilo, morto nel frattempo). Le nozze vengono celebrate a Norgales e garantiranno una lunga e felice posterità.

#### Libro III
Almadero, appena tornato in Lusitania, viene preso dal ricordo della prima moglie e, volendo far traslare il corpo di Liarta e del figlio nelle tombe reali, fa aprire l'avello e trova soltanto i resti del neonato: da quel momento è tormentato dal dubbio che la sua amata sia ancora viva. Ritiratosi a Leuciana, scopre che uno spirito appare nel cimitero: è la stessa Liarta che, tornata in Lusitania e saputo dei rimorsi di Almadero, aveva architettato lo scherzo ai danni dello sposo fedifrago. Fattasi riconoscere, Liarta perdona Almadero e i due si riconciliano.
Laodomia, a causa delle sue incomprensioni con Almadero, si ritira in campagna e scopre che un suo ex-amante, Raico, si è rifugiato in un eremo fingendosi eremita pur di starle vicino.
Saputo del ritorno di Liarta, Laodomia tenta di convincerlo ad uccidere il re per vendicarla, ma Raico, che non è malvagio, rifiuta. Attiratosi l'ira di Laodomia, Raico è assalito prima da due sicari, poi da una folla inferocita, finché non viene salvato da un misterioso cavaliere.
Intanto Almadero manda un ambasciatore a Laodomia, chiedendole di tornare in patria, ma la regina rifiuta, sostenendo che le prime nozze del re erano state irregolari e che Liarta l'aveva tradito con Coralbo. Si fa avanti un cavaliere: è Lindadori, che accusa Laodomia di calunnia nei confronti di Coralbo e lancia il guanto di sfida, subito interrotta da Coralbo in persona, che vuole difendere il suo stesso onore. Un altro amante della dissoluta regina raccoglie il guanto, ma si fa avanti un terzo cavaliere, lo stesso che aveva soccorso Raico: si tratta di Levriana, promessa sposa del giovane, che accusa Laodomia di aver tentato per ben due volte di ucciderla. L'amante della regina interviene in modo irriverente, Levriana lo sopraffà e strappa la corona a Laodomia. L'ex-regina confessa le sue colpe e viene perdonata, a patto che torni nella sua terra natale.
Prima di giungere in Lusitania (saputo che là si trovava Lindadori), Coralbo era stato curato da Crisanta, che gli aveva raccontato di come era sopravvissuta alla trappola tesagli dai figli facendosi sostituire da una serva brutta e demente, ma fedele, e di come i suoi figli si erano uccisi a vicenda. La duchessa si era poi rifugiata in Ericusa, dove aveva incontrato Coralbo, che l'aveva consolata e invitata a tornare a casa a curare i suoi possedimenti. Crisanta aveva seguito il consiglio e Coralbo, dopo una tappa in Sardegna, aveva raggiunto Lindadori in Lusitania.
Dopo la deposizione di Laodomia, Coralbo confessa a Lindadori il suo amore, ma la Donzella desterrada non prova per lui che amicizia. Dopo l'incoronazione di Liarta, Coralbo e Lindadori salpano per la Sardegna. Tuttavia, nuove guerre si profilano all'orizzonte: Metaneone è riuscito a unificare e pacificare la Mauritania e ha sottratto la Libia alle mire del malvagio re di Tingitana (l'episodio riproduce la guerra di successione di Mantova e del Monferrato), ma un nuovo conflitto è imminente. Polimero (da poco succeduto al precedente re di Sardegna), Eromena, Lindadori e Coralbo si preparano a partecipare, ma qui la narrazione si ferma e la trilogia resta incompiuta.